# Eriostemon sporadicus
Eriostemon sporadicus là một loài thực vật có hoa trong họ Cửu lý hương. Loài này được Bayly mô tả khoa học đầu tiên năm 1994.